# Bury My Heart at Wounded Knee
Bury My Heart at Wounded Knee – второй студийный альбом группы краут-рока Gila, впервые выпущенный в 1973 году.

## Об альбоме
В то время, как первая пластинка группы состояла из кислотных джемов психоделического космического рока, на своем втором альбоме Gila, состоящая на этот раз в основном из членов группы Popol Vuh, предложила нечто более успокаивающее. Хотя Конни Файт всегда был лидером группы, этот альбом больше похож на его сольную работу. Это концептуальный альбом, вдохновленный одноименной книгой Ди Александера Брауна, которая поведала мировой общественности о бедственном положении северо-американских индейцев. Сложные, наложенные одна на другую гитарные мелодии создают приглушенную, западающую в память красоту в богатом барокковом оформлении, а часть текстов взята из подлинных источников коренных американцев. Композиция "The Buffalo Are Coming" с длинным инструментальным фрагментом и стилизацией под североамериканские ритмы и песнопения стала вершиной альбома. В остальном вокал слегка отвлекает от музыки, а альбом в целом слишком близок мягкой атмосфере нью-эйдж, особенно в сравнении с кислотно-разрушительным взрывом первого альбома.
На этом альбоме окрашенные спейс-роком психоделические эффекты уступают место трогательным песням в стиле фолк и поп, в которых доминирует неземной женский вокал. Альбом очень напоминает Popol Vuh, особенно в акустических моментах. Легкое и приятное прослушивание.
Концептуальный альбом с сильным влиянием Popol Vuh благодаря присутствию Флориана Фрике, который играет на меллотроне и фортепиано. Это не спейс-рок, а скорее психоделический фолк. Первая композиция "This Morning" – красивая, неземная, но при этом динамичная и позитивная, с красивыми духовными текстами о гармонии человека и природы. Вторая композиция "In a Sacred Manner" движется в том же русле с текстами о духовной жизни. На обеих вещах звучит отличная гитара с приятными вставками воздушного вибрафона и великолепными тарелками. На альбоме также присутствуют влияния этнической музыки, в частности, на мрачной интригующей "Little Smoke". В целом, далеко не шедевр, но ещё один образец подлинного психоделического фолка из Германии.
Если первый альбом Gila был психоделическим шедевром (с сильным левым политическим уклоном), этот альбом значительно более прогрессивный. Левые убеждения группы снова выступают на первый план, здесь осуждается резня индейцев в Уиндед-ни в 1973 году. Альбом находится под сильным влиянием Jefferson Airplane, заметную роль играет также женский вокал Сабины Мербах, и стиль лидера группы Popol Vuh Флориана Фрике. Общий взгляд довольно наивный, и когда слушаешь “Buffalos Are Coming”, не покидает ощущение, что никто из музыкантов в действительности не общался ни с одним коренным американцем.

## Список композиций
1. This Morning - 5:40
2. In A Sacred Manner - 4:42
3. Sundance Chant - 4:09
4. Young Coyote - 3:18
5. The Buffalo Are Coming - 7:20
6. Black Kettle's Ballad - 4:24
7. Little Smoke - 5:06

Бонус-трек
1. Mindwinds And Heartfrost - 5:56

## Участники записи
- Конни Файт – основные гитары, вокал, вибрафон, бас-гитара, флейта, синтезатор Муга
- Флориан Фрике – фортепиано, синтезатор Муга, меллотрон
- Даниель Фихелшер – барабаны, перкуссия, бас-гитара
- Сабина Мербах - вокал